# Càrex rupestre
El càrex rupestre (carex rupestris) és una espècie de planta herbàcia del  gènere Càrex.
És originària del nord d'Europa (inclosa Islàndia), els Alps, els Carpats i els Pirineus. Als Pirineus viu entre els 2200 i els 2750 m d'altitud en els prats alpins on fa gespa i estolons.
Les fulles són planes i sovint recorbades. Fa de 6 a 20 cm d'alt i fa espiga de juliol a agost.
Viu en pradells i roquissers sobre sòl poc àcid.